# 温風低圧塗装機
温風低圧塗装機（おんぷうていあつとそうき）は、吹付塗装の一種で低圧・大風量の空気を用いて、塗料を噴霧する方式の塗装機。コンプレッサーを用いずに、小型のブロアを空気発生源にし、塗着効率が高い（70-90%）事が特長である。
なお、日本では、温風低圧塗装機の他、低圧温風塗装機、HVLP (High Volume Low Pressure) 塗装機等の複数の呼び名がある。

## 装置構成
吹付の空気圧力を0.05 MPa以下とし、霧化促進を空気量で行うため、吹付空気の発生源はコンプレッサー等の圧縮機を用いずにブロアを用いる。ブロアは、高回転により空気を発生させるため、吸引した空気中の水分を蒸発させる効果を持ち、吹付空気は周囲温度に対し10-15℃高い温風となる。

## 利点・欠点
- スプレー塗装時に発生するオーバーミスト（霧化塗料の飛散）を抑え、塗着効率が高い（約70-90%）。
- 温風塗装（周囲温度に対し10-15℃高い）が相対的な湿度を下げるため、白化現象等の予防効果があり、表面乾燥時間が早くなる。
- ブロアが小型・軽量で、電源は100Vでよいものが多いため、持ち運びがしやすい。
- 大風量の空気を使用するため、エアーホースに⌀19-25 mmの太いものが必要になる。
- 霧化の粒径は、コンプレッサーを用いたスプレーガンに劣る。